# Birnbaumteich
De Birnbaumteich is een Duits stuwmeer voltooid in 1699 bij Neudorf (Harz) ten behoeve van de mijnbouw. De stuwdam is opgebouwd uit aarde. De stuwdam is in 2006 gerenoveerd. Bij het stuwmeer ligt een camping genaamd "Ferienpark Birnbaumteich".